# Iekaterina Vilkova
Iekaterina Nikolaïevna Vilkova (en russe : Екатерина Николаевна Вилкова) est une actrice de théâtre et de cinéma russe, née le 11 juillet 1984 dans l'ancienne Gorki, rebaptisée Nijni Novgorod en 1991, dans l'oblast du même nom, en Russie.

## Biographie
Iekaterina Nikolaïevna Vilkova naît le 11 juillet 1984, à Gorki. Elle termine en 2003 l’École de théâtre de Nijni Novgorod, et, en 2006, est diplômée de l'École-studio du Théâtre d'Art Académique de Moscou, où elle suit les cours d'Igor Zolotovitski.
Elle incarne Milady de Winter dans le téléfilm Les Trois Mousquetaires sorti en 2013.

## Filmographie
- 2008 : Les Zazous
- 2009 : L'Éclair noir
- 2010 : Les Sapins de Noël
- 2011 : PyraMMMide
- 2011 : Échange de mariages
- 2011 : Raider
- 2011 : De quoi parlent encore les hommes ?
- 2013 : Les Trois Mousquetaires (Три мушкетёра, Tri mushketera) de Sergueï Jigounov : Milady de Winter
- 2015 : Ici les aubes sont calmes... (А зори здесь тихие) de Renat Davletiarov :
- 2017 : Le Dernier Chevalier (Последний богатырь) de Dmitri Diatchenko : Varvara
- 2021 : Le Dernier Chevalier : La Racine du mal (Последний богатырь: Корень зла) de Dmitri Diatchenko : Varvara